# Phytophthora cambivora
Phytophthora cambivora là một sinh vật gây bệnh mực đối với loài dẻ châu Âu (Castanea sativa). Bệnh mực cũng do Phytophthora cinnamomi gây ra, được cho là đã có ở châu Âu từ thế kỷ 18 khiến các cây dẻ rủ xuống và chết, gây nên những trận dịch lớn suốt thế kỷ 19 và 20. P. cinnamomi và P. cambivora ngày này có ở khắp châu Âu và từ những năm 1990, bệnh mực lại tái phát, thường làm cây chết hàng loạt, đặc biệt là ở Bồ Đào Nha, Ý và Pháp. Từ những năm 1990 nó được cô lập từ một số những loài khác nhau:
- Chrysolepis chrysophylla ở Oregon, USA.[2]
- Các loài đỗ quyên và cà di ở Bắc Carolina, HK.[3]
- Loài vân sam Abies procera ở Na Uy.[4]
- Loài cử Fagus sylvatica tại Ý[5] và Đức.[6]

Một vài loài dạng rễ-nấm (mycorrhiza) (bao gồm Amanita muscaria, Boletus luridus và Hebeloma radicosum) ở dẻ châu Âu có thể giúp chống lại P. cambivora.